# Phyllachora melianthi
Phyllachora melianthi är en svampart som först beskrevs av Thüm., och fick sitt nu gällande namn av Pier Andrea Saccardo 1883. Phyllachora melianthi ingår i släktet Phyllachora och familjen Phyllachoraceae.   Inga underarter finns listade i Catalogue of Life.